# Lê Thị Thêu
Lê Thị Thêu (sinh năm 1937) là đại biểu Quốc hội Việt Nam khóa VI (1976-1981), là Quốc hội đầu tiên của nước Việt Nam thống nhất.
Bà nguyên là Công nhân Sở Vệ sinh thành phố Hồ Chí Minh. Bà được Mặt trận Tổ quốc Việt Nam giới thiệu ứng cử tại Khu vực 3 (quận 3, 10, 11, Bình Hòa, Phú Nhuận) và trúng cử với 60,60% số phiếu bầu.